# Silici tensat

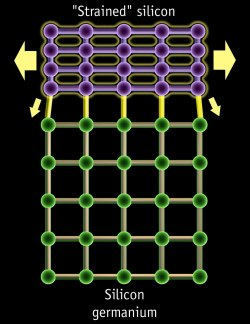
Figura del Silici estirat

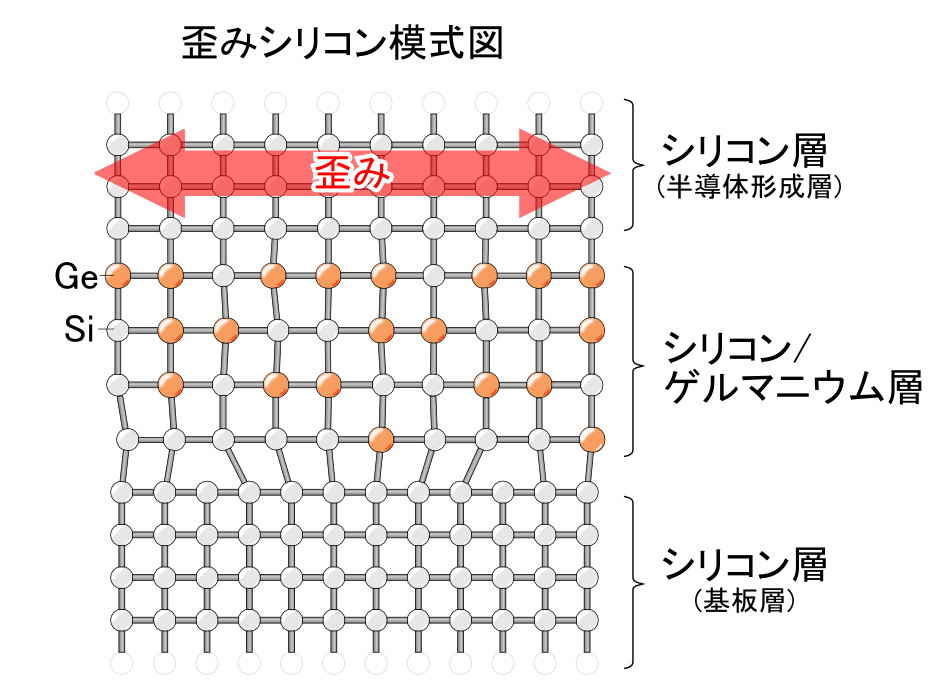
Model de silici tensat per a semiconductors amb text japonès.

El silici tensat és una capa de silici en la qual els àtoms de silici s'estiren més enllà de la seva distància interatòmica normal. Això es pot aconseguir posant la capa de silici sobre un substrat de silici-germani (SiGe). A mesura que els àtoms de la capa de silici s'alineen amb els àtoms de la capa subjacent de silici germani (que estan disposats una mica més lluny, respecte als d'un cristall de silici a l'engròs), els enllaços entre els àtoms de silici s'estiren, donant lloc a tensió. silici. L'allunyament d'aquests àtoms de silici redueix les forces atòmiques que interfereixen amb el moviment dels electrons a través dels transistors i, per tant, una millor mobilitat, donant lloc a un millor rendiment del xip i un menor consum d'energia. Aquests electrons es poden moure un 70% més ràpid, permetent que els transistors de silici tensats canviïn un 35% més ràpid.
Els avenços més recents inclouen la deposició de silici tensat utilitzant epitaxia en fase de vapor metalorgànica (MOVPE) amb metallorgànics com a fonts inicials, per exemple fonts de silici (silà i diclorosilà) i fonts de germani (germà, tetraclorur de germani i isobutilgermani).
Els mètodes més recents per induir la tensió inclouen el dopatge de la font i el drenatge amb àtoms desajustats en gelosia com el germani i el carboni. El dopatge de germani de fins a un 20% a la font i el drenatge MOSFET del canal P provoca una tensió de compressió uniaxial al canal, augmentant la mobilitat del forat. El dopatge de carboni tan baix com el 0,25% a la font i el drenatge del MOSFET del canal N provoca una tensió de tracció uniaxial al canal, augmentant la mobilitat dels electrons. Cobrir el transistor NMOS amb una capa de nitrur de silici molt tensada és una altra manera de crear una tensió de tracció uniaxial. A diferència dels mètodes a nivell d'oblies per induir tensió a la capa del canal abans de la fabricació de MOSFET, els mètodes esmentats utilitzen la tensió induïda durant la pròpia fabricació del MOSFET per alterar la mobilitat del portador al canal del transistor.
La idea d'utilitzar germani per colar silici amb el propòsit de millorar els transistors d'efecte de camp sembla que es remunta almenys al 1991.